# 5981 Kresilas
5981 Kresilas è un asteroide della fascia principale. Scoperto nel 1960, presenta un'orbita caratterizzata da un semiasse maggiore pari a 2,7635821 UA e da un'eccentricità di 0,2201430, inclinata di 10,33225° rispetto all'eclittica.